# 원주박종옥가옥
원주박종옥가옥(原州朴鍾玉家屋)은 강원도 원주시에 있던 건축물이다. 1985년 1월 17일 강원도의 유형문화재 제87호로 지정되었다가, 1995년 12월 17일 문화재 지정이 해제되었다.

## 참고 문헌
- 원주박종옥가옥 - 국가유산청 국가유산포털